# Sophie Makariou
Sophie Makariou, née en 1966, est une conservatrice du patrimoine française. Directrice du département des Arts de l'Islam au musée du Louvre (2009-2013), elle est nommée en août 2013 présidente du musée national des Arts asiatiques - Guimet.

## Biographie
Sophie Makariou est la fille d'une Bretonne et d'un Chypriote devenu Français en 1956. Elle est mariée mais est connue professionnellement sous son nom d'état civil.
Elle estime qu'elle est vraiment née en 1973, âgée de 7 ans, alors qu'elle effectue son premier voyage auprès de sa famille paternelle. À Chypre, « elle rencontre les couleurs, les saveurs, la lumières et "l'ivresse d'un autre monde" » écrit Le Figaro. Mais un an plus tard a lieu l'invasion turque, qui divise l'île en deux, chose qui marque sa famille. Depuis plusieurs siècles, les communautés grecque et turque vivaient côte à côte et cette partition la désole. À Chypre, qu'elle appelle « son île », elle passe chaque année ses vacances, « avec l'espoir fou que le monstrueux accroc peut se réparer ».
Diplômée de l'École du Louvre, après des études d'arabe classique à l'Institut national des langues et civilisations orientales et un DEA d'histoire, Sophie Makariou intègre l'École du patrimoine, puis travaille à partir de 1994 comme conservatrice au département des Antiquités orientales (section des Arts d'Islam) du musée du Louvre, dont elle prend la direction.
La section est devenue le département des Arts de l'Islam en 2003, et Sophie Makariou a été chargée de la conception des nouveaux espaces entre 2009 et 2012. Elle y est également responsable des collections du monde arabe (XIIIe au XVe siècles), ainsi que des arts du livre. Ponctuellement, elle enseigne à l'École du Louvre dans les cours de spécialité sur les arts de l'Islam.
En août 2013, elle est nommée présidente du musée national des Arts asiatiques - Guimet, à Paris. Reconduite dans ses fonctions en 2016, elle laisse sa place à Yannick Lintz fin 2022.

## Décorations
- Chevalier de l'ordre national du Mérite[8]
- Chevalier de l'ordre des Arts et des Lettres[9]
- 3e classe (Ruban d'or et collier d'argent) de l'ordre du Soleil levant[10]

## Œuvres
- Sophie Makariou, L'apparence des cieux : astronomie et astrologie en terre d'Islam, Musée du Louvre, Département des antiquités orientales, 1998
- Sophie Makariou, La Andalucía arabe, 2000
- Sophie Makariou, L'Andalousie arabe, 2000
- Cyrille Aillet, Philippe Gourdin, Sophie Makariou, Gabriel Martinez-Gros, Pays d'Islam et monde latin : 950-1250, 2001
- Sophie Makariou, L'Orient de Saladin : l'art des Ayyoubides, 2001
- Sylvain Boyer, Sophie Makariou, André Guerrand, Iznik : Exposition, Avignon, Musée Calvet, 8 décembre 2001-18 février 2002 Musée Calvet, 2001-2002
- Audrey Peli, Guillermina Joël, Sophie Makariou, Henri Loyrette, Suse : terres cuites islamiques, 2006
- Sophie Makariou, Monique Buresi, Sheila R. Canby, Annabelle Collinet, Chefs-d'œuvre islamiques de l'Aga Khan Museum, 2007
- Rémi Labrusse, Sophie Makariou, Évelyne Possémé, Purs décors ? : arts de l'Islam, regards du XIXe siècle, Collections des Arts décoratifs, 2007
- Xavier Dectot, Claire Delery, Carine Juvin, Sophie Makariou, Reflets d'or : d'Orient en Occident, la céramique lustrée IX-XVe siècle, 2008
- Sophie Makariou, Henri Loyrette, La pyxide d'al-Mughira, 2011
- Sophie Makariou, Henri Loyrette, Le baptistère de Saint Louis, 2012
- Sophie Makariou, Album de peintures mogholes d'Ahmed Shah, 2013
- Sophie Makariou, Gabriel Martinez-Gros, Histoire de Grenade, Fayard, 2018.
- Sophie Makariou, Le Partage d'Orient, Stock, 2021.